# Supercoppa del Suriname
La Supercoppa del Suriname, ufficialmente SVB President's Cup, è una competizione calcistica surinamese, la quale si assegna al termine di una sfida in gara unica tra la squadra campione del Suriname e la vincitrice della Coppa del Suriname.
È stata introdotta nel 1993.

## Albo d'oro
| Anno | Vincitrice        | Finalista         | Punteggio        |
| ---- | ----------------- | ----------------- | ---------------- |
| 1993 | PVV               | Transvaal         | 2-1              |
| 1994 | Robinhood         | Leo Victor        | Ris. sconosciuto |
| 1995 | Robinhood         | Corona Boys       | 2-0              |
| 1996 | Robinhood         | Transvaal         | 1-0              |
| 1997 | Transvaal         | Voorwaarts        | 1-1 (rig)        |
| 1998 | Non disputata.    | Non disputata.    | Non disputata.   |
| 1999 | Robinhood         | Transvaal         | Ris. sconosciuto |
| 2000 | Non disputata.    | Non disputata.    | Non disputata.   |
| 2001 | Robinhood         | Transvaal         | 3-2 dts          |
| 2002 | Voorwaarts        | Transvaal         | 2-1              |
| 2003 | Leo Victor        | FCS Nacional      | 4-2              |
| 2004 | WBC               | Super Red Eagles  | 5-0              |
| 2005 | FCS Nacional      | Robinhood         | 1-0              |
| 2006 | WBC               | Robinhood         | 4-2              |
| 2007 | Inter Moengotapoe | Robinhood         | 4-2              |
| 2008 | Transvaal         | Inter Moengotapoe | 3-0              |
| 2009 | WBC               | Inter Moengotapoe | 3-0              |
| 2010 | Inter Moengotapoe | Excelsior         | 1-0              |
| 2011 | Inter Moengotapoe | Notch             | 2-2 (5-4 rig.)   |
| 2012 | Inter Moengotapoe | Robinhood         | 3-2              |
| 2013 | Inter Moengotapoe | WBC               | 3-1              |

## Vittorie per club
| Club              | Vittorie |
| ----------------- | -------- |
| Robinhood         | 5        |
| Inter Moengotapoe | 5        |
| WBC               | 3        |
| Transvaal         | 2        |
| Voorwaarts        | 1        |
| FCS Nacional      | 1        |
| Leo Victor        | 1        |
| PVV               | 1        |